# Isla Guamuchilito
Isla Guamuchilito är en ö i Mexiko. Den ligger i lagunen Ensenada Pabellones och hör till kommunen Culiacán i delstaten Sinaloa, i den västra delen av landet. Arean är 0,41 kvadratkilometer.